# Cleo Moore
Pour les articles homonymes, voir Moore.
Cleo Moore, née le 31 octobre 1924 dans la ville de Baton Rouge en Louisiane et morte le 25 octobre 1973 à Inglewood en Californie, est une actrice et mannequin américaine. Auteur d'une courte carrière d'actrice au cinéma, elle est célèbre pour ses rôles de femme fatale dans des films noirs à petits budgets.

## Biographie
Elle naît à Baton Rouge en Louisiane en 1924 et grandit à Gonzales dans le même état. Elle s'installe en Californie en 1945 pour travailler dans l'industrie du spectacle et du cinéma.
Elle débute comme actrice en 1948 avec un rôle de figuration dans le drame Embraceable You de Felix Jacoves. Elle joue l'année suivante dans le serial Congo Bill de Spencer Gordon Bennet et Thomas Carr qui est consacré aux aventures du personnage de Congo Bill. 
Elle apparaît ensuite dans des rôles de figuration dans des films de Joseph M. Newman, Michael Curtiz et Peter Godfrey. En 1950, elle signe un contrat avec la compagnie RKO Pictures. Elle obtient ces meilleurs rôles dans des films noirs, comme La Maison dans l'ombre (On Dangerous Ground) de Nicholas Ray (avec Robert Ryan, Ida Lupino, Richard Irving, Ward Bond et Ed Begley), Hunt the Man Down de George Archainbaud (avec Gig Young, James et Mary Anderson) ou Gambling House de Ted Tetzlaff (avec Victor Mature, Terry Moore et William Bendix).
En 1952, elle rencontre le réalisateur tchèque Hugo Haas qui lui donne un rôle de femme fatale à sa mesure dans le film noir Strange Fascination. Elle quitte la RKO pour la Columbia qui souhaite en faire sa nouvelle star et devient la muse d'Haas qui lui offre des rôles de femme fatale dans ces quatre productions suivantes, One Girl's Confession, Thy Neighbor's Wife, Bait et The Other Woman, qui sont tous des films noirs à petits budgets.
En 1955, elle joue aux côtés d'Ida Lupino, Jan Sterling, Audrey Totter et Phyllis Thaxter dans le film noir Femmes en prison (Women's Prison) de Lewis Seiler. Mais la Columbia lui préfère désormais la jeune Kim Novak et la prête le temps d'un film à Universal. Elle retrouve ainsi Haas sur le tournage de La Potence est pour demain (Hold Back Tomorrow), un film traitant de la peine de mort. L'année suivante, elle retrouve Seiler pour le film policier Over-Exposed. Elle y incarne à nouveau une femme fatale, arriviste et vénale, travaillant comme photographe mondaine dans les clubs de la ville au milieu des puissants et qui est prise à son propre jeu en se frottant de trop près à une affaire de meurtre.
En 1957, Haas lui offre un dernier rôle dans le film policier Hit and Run (en). Elle met alors fin à sa carrière d'actrice. Elle épouse en 1961 le magnat de l'immobilier Herbert Heftler et fait carrière dans ce secteur d'activité.
Elle décède en 1973 à Inglewood en Californie à l'âge de 48 ans.

## Filmographie

### Au cinéma
- 1948 : Embraceable You de Felix Jacoves
- 1948 : Congo Bill de Spencer Gordon Bennet et Thomas Carr
- 1950 : Dynamite Pass de Lew Landers
- 1950 : Le Roi du tabac (Bright Leaf) de Michael Curtiz
- 1950 : 711 Ocean Drive de Joseph M. Newman
- 1950 : Gentleman cambrioleur (it) (The Great Jewel Robber) de Peter Godfrey
- 1950 : Rio Grande Patrol de Lesley Selander
- 1950 : Hunt the Man Down de George Archainbaud
- 1951 : Gambling House de Ted Tetzlaff
- 1952 : La Maison dans l'ombre (On Dangerous Ground) de Nicholas Ray
- 1952 : The Pace That Thrills de Robert Lee Johnson and DeVallon Scott
- 1952 : Strange Fascination d'Hugo Haas
- 1953 : One Girl's Confession  d'Hugo Haas
- 1953 : Thy Neighbor's Wife d'Hugo Haas
- 1954 : Bait d'Hugo Haas
- 1954 : The Other Woman d'Hugo Haas
- 1955 : Femmes en prison (Women's Prison) de Lewis Seiler
- 1955 : La Potence est pour demain (Hold Back Tomorrow) d'Hugo Haas
- 1956 : Over-Exposed de Lewis Seiler
- 1957 : Hit and Run (en) d'Hugo Haas

### A la télévision
- 1954 : The Ford Television Theatre (en), un épisode
- 1956 : Strange Stories, un épisode

## Source
- (en) Gene Blottner, Columbia Noir : A Complete Filmography, 1940-1962, Jefferson, McFarland, 2015, 278 p. (ISBN 978-0-7864-7014-3, lire en ligne), p. 175-176-195-258.